# Порная
Порная — река в России, протекает по Томской области. Устье реки находится в 20 км по левому берегу реки Киевский Ёган. Длина реки составляет 34 км.

## Данные водного реестра
По данным государственного водного реестра России, относится к Верхнеобскому бассейновому округу, водохозяйственный участок реки — Обь от впадения реки Васюган до впадения реки Вах, речной подбассейн реки — Васюган. Речной бассейн реки — (Верхняя) Обь до впадения Иртыша.

### Притоки
(указано расстояние от устья)
- 2 км: река Сорная (лв)